# 関西科学大学
関西科学大学（かんさいかがくだいがく）は、かつて学校法人奈良学園が奈良県奈良市中登美ヶ丘に開学を予定していた私立大学。設置認可申請の手続きに深刻な不備があったため、文部科学省から事実上申請を拒否され、開学されなかった。

## 設置計画
近鉄不動産が奈良市中登美ヶ丘に保有する中高層用用地9.6万m2を学校用地に変更したうえでこれを買収し、2007年春に開学する計画であった。スポーツ科学と看護の2分野からなる教育の実施をにらみ、スポーツ科学部と看護学部を設置、地域の医療・スポーツ関連施設などと互いに協力しながらの地域密着型・体験型教育を目指すものであった。ちなみに、関西科学大学を設置する予定だった、奈良県奈良市中登美ヶ丘には奈良文化女子短期大学が移転し、現在は奈良学園大学保健医療学部が設置されている（同大学の人間教育学部は旧奈良産業大学が設置されていた三郷町に設置）。

### 学部・学科の計画
- スポーツ科学部
  - スポーツ科学科
    - トップアスリートコース
    - スポーツ医科学コース
    - スポーツ教育コース
    - スポーツビジネスコース
- 看護学部
  - 看護学科
- 短期大学部（高田キャンパス）
  - 幼児教育学科

## 設置認可申請の取り下げ
設置認可申請の手続きの中で、申請書類のうち開学を決めた理事会の議事録に、当時既に死亡していた理事や退任していた理事の氏名があることが判明した。これについて文部科学省は虚偽記載であると指摘し、奈良学園に対して新大学の設置認可は困難と伝達した。
2006年11月17日に奈良学園は設置認可申請を取り下げたことを明らかにし、大学案内を送付していた約740の高校に対し、ファクシミリで謝罪文を送った。また、奈良学園は指定校推薦によって事実上入学が内定していた高校生231人に対し、新たな進路を支援する「教育支援金」名目で一律30万円払うことを決定。更に、これとは別に生徒が浪人した場合は予備校費用などを負担することを決めると同時に、他の私立大や専門学校などに生徒の受け入れを依頼した。
なお文部科学省は、当該不備は悪質な不正行為であるとして、2007年度、2008年度に再申請があっても受理しないことを通知している。